# Lucy van Pelt
Lucy van Pelt – postać fikcyjna występująca w komiksie pt. Fistaszki autorstwa Charlesa M. Shulza.

## Charakter postaci
Lucy jest główną kobiecą postacią w Fistaszkach. Bywa arogancka i samolubna. Kocha się w Schroederze, którego denerwuje ciągła natarczywość Lucy. Jest jedną z najgorszych zawodników w drużynie baseballowej Charliego.

## Historia
Lucy pojawiła się w komiksie z 3 marca 1952 roku. Na początku była małą dziewczynką, która dręczyła swoich rodziców. Wkrótce później autor zmienił wiek postaci na dorównujący reszcie postaci, takich jak Charlie Brown. Pojawiła się po raz ostatni w komiksie z 13 grudnia 1999 roku.